# NGC 3213
NGC 3213 في الفهرس العام الجديد، هي مجرة، تقع في كوكبة الأسد. اكتشفت في 13 مارس 1883 بواسطة إدوارد ستيفان.

## روابط خارجية
- NGC 3213 على موقع ويكي سكاي: DSS2, SDSS, GALEX, IRAS, Hydrogen α, X-Ray, Astrophoto, Sky Map, Articles and images